# Vérificateur général de Montréal
Ne doit pas être confondu avec Vérificateur général du Québec ou Vérificateur général du Canada.
Le vérificateur général de la Ville de Montréal, ou la vérificatrice générale de la Ville de Montréal, souvent désigné de manière métonymique par le Bureau du vérificateur général de Montréal, est un poste qui relève du Conseil municipal de Montréal. Il a pour fonction de produire des vérifications indépendantes des comptes et affaires de la ville et de surveiller l'octroi de contrats à des organismes municipaux et des sociétés paramunicipales. Le vérificateur général de Montréal s'assure de l'imputabilité et de la transparence de la gestion des contrats de la Ville de Montréal et fournit au Conseil municipal un rapport annuel, le Rapport du vérificateur général de la Ville de Montréal au Conseil municipal et au Conseil d'agglomération, dans lequel il lui prodigue plusieurs recommandations en ce qui a trait à l'utilisation éthique et optimale des fonds publics. 

## Description
Le mandat du vérificateur général de Montréal est institué par la Loi sur les cités et villes du gouvernement du Québec. Les tâches du vérificateur général sont nombreuses: vérification financières, législatives et réglementaires de la gestion des fonds publics, attestation des états financiers, vérification de conformité des opérations et vérification de l'optimisation des ressources,. Le vérificateur général travaille en étroite collaboration avec le contrôleur général de Montréal et l'inspecteur général de Montréal.
Trois personnes ont jusqu'ici été nommées vérificateur général de Montréal: Michel Doyon, Jacques Bergeron et Michèle Galipeau.

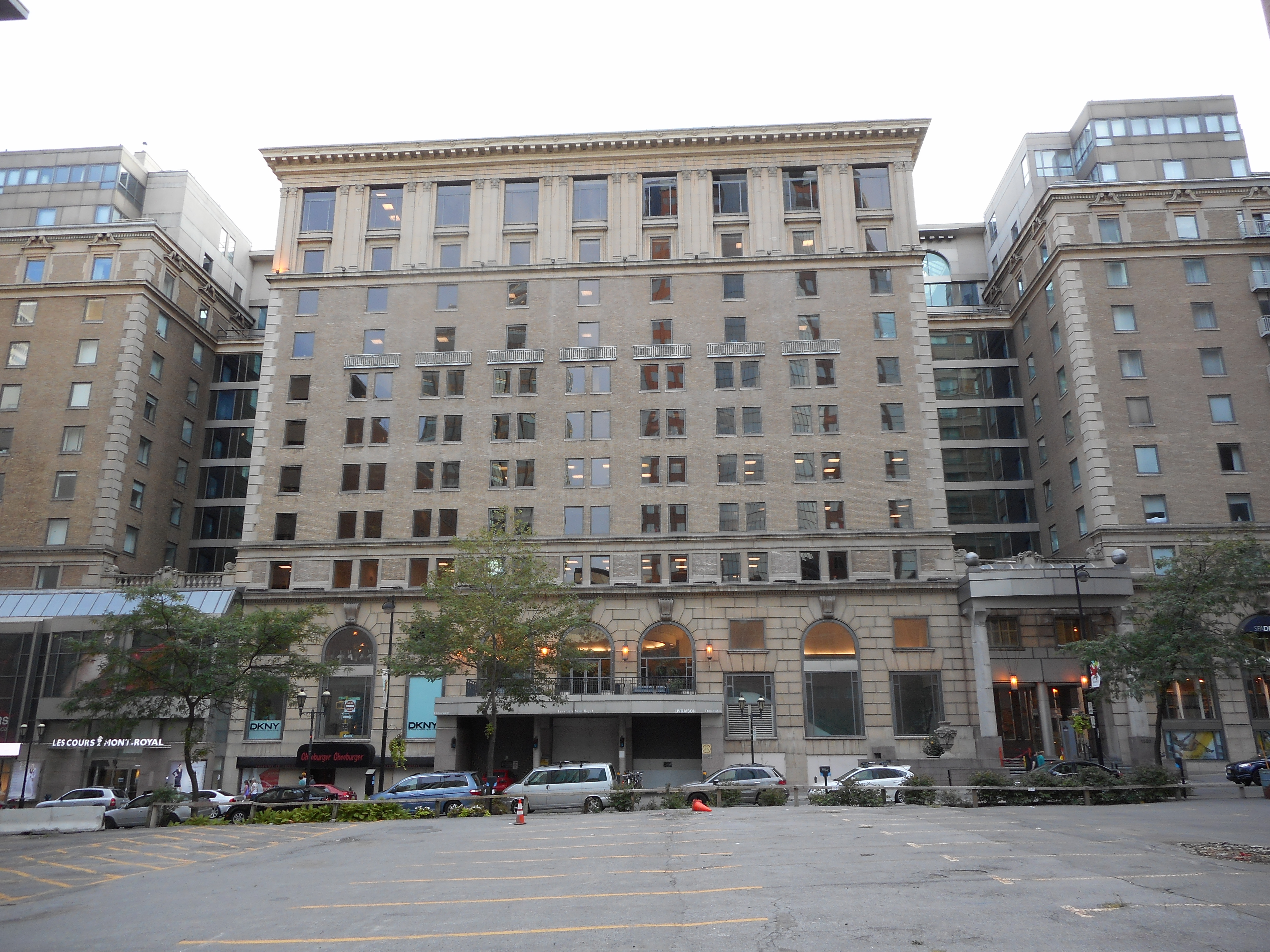
Édifice abritant le Bureau du vérificateur général de Montréal.

## Liste des rapports du vérificateur général de Montréal

### Rapports annuels[5]
- Rapport de 2002
- Rapport de 2003
- Rapport de 2004
- Rapport de 2005
- Rapport de 2006
- Rapport de 2007
- Rapport de 2008
- Rapport de 2009
- Rapport de 2010
- Rapport de 2011
- Rapport de 2012
- Rapport de 2013 (amendé)
- Rapport de 2014
- Rapport de 2015
- Rapport de 2016
- Rapport de 2017
- Rapport de 2018
- Rapport de 2019
- Rapport de 2020

### Rapports spéciaux[6]
- Addenda au Rapport sur les compteurs d'eau (2009)
- Rapport sur les compteurs d'eau (2009)
- Rapport sur les aliénations d'immeubles de la SHDM du 1er janvier 2007 au 24 novembre 2008 (2009)
- Rapport de vérification sur le Projet du Faubourg Contrecœur (2009)
- Rapport de vérification sur la cession de propriétés de la Ville de Montréal à la Société d'habitation et de développement de Montréal (2009)
- Rapport spécial 2010: Commande centralisée du Métro de Montréal et Projet de vélos en libre-service (BIXI) (2010)
- Rapport spécial sur les intrusions dans les communications électroniques du vérificateur général (2011)